# Bari (India)
Bari è una suddivisione dell'India, classificata come municipality, di 50.475 abitanti, situata nel distretto di Dholpur, nello stato federato del Rajasthan. In base al numero di abitanti la città rientra nella classe II (da 50.000 a 99.999 persone).

## Geografia fisica
La città è situata a 25° 28' 0 N e 74° 10' 0 E e ha un'altitudine di 463 m s.l.m.

## Società

### Evoluzione demografica
Al censimento del 2001 la popolazione di Bari assommava a 50.475 persone, delle quali 27.234 maschi e 23.241 femmine. I bambini di età inferiore o uguale ai sei anni assommavano a 9.937, dei quali 5.432 maschi e 4.505 femmine. Infine, coloro che erano in grado di saper almeno leggere e scrivere erano 26.015, dei quali 16.517 maschi e 9.498 femmine.